# Juan de Armada y Losada
Juan Bautista de Armada y Losada, marqués de Figueroa (Madrid, 1861-1932) fue un escritor y político español, ministro de Fomento y de Gracia y Justicia en gobiernos de Maura, y presidente del Congreso de los Diputados, todo durante el reinado de Alfonso XIII. Su obra narrativa se inscribe en el naturalismo cristiano.

## Biografía

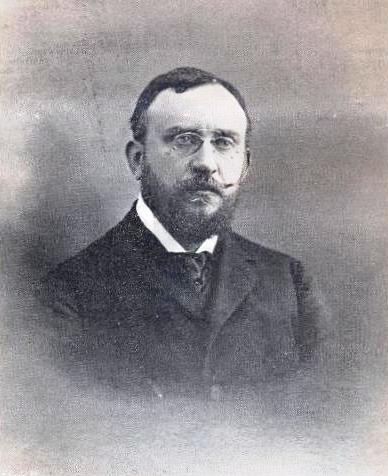
Retrato publicado en La Ilustración Española y Americana (1904).

Nació en Madrid el 4 de mayo de 1861, de noble familia gallega: hijo primogénito de Juan Bautista de Armada y Valdés, caballero de Santiago, y de Ramona de Losada y Miranda, XI marquesa de Figueroa. Nieto por línea paterna de los VI marqueses de Rivadulla y IV de San Esteban de Natahoyo, X condes de Canalejas, adelantados de La Florida, y por la materna de los XI condes de Maceda y VI de San Román, grandes de España, VIII marqueses de Figueroa, VII de la Atalaya y V de Santa María del Villar, IX vizcondes de Fefiñanes.
Tras cursar Derecho en la Universidad de Santiago de Compostela, en 1891 inició su carrera política en el seno del Partido Conservador al ser elegido diputado a Cortes por Puentedeume, provincia de La Coruña, acta que renovaría en todas las elecciones celebradas hasta 1910. En las del 8 de mayo de 1910 obtuvo uno de los escaños por la ciudad de La Coruña, que reeditaría hasta 1923 (comienzo de la Dictadura de Primo de Rivera). Fue dos veces vicepresidente del Congreso de los Diputados, y su presidente en 1919.
Entre otros cargos en la Administración tuvo el de director general de lo Contencioso, y fue fugazmente ministro de Fomento entre el 5 y el 16 de diciembre de 1904, y Ministro de Gracia y Justicia entre el 25 de enero de 1907 y el 21 de octubre de 1909, en sendos gabinetes Maura. Al frente de la cartera de Justicia durante el Gobierno Largo de Maura, impulsó la aprobación de leyes como la de Justicia Municipal, la de Condena Condicional y la reforma de la Ley Hipotecaria. También presentó a las Cortes un proyecto de Ley de Represión del Terrorismo que fue rechazado.
Fue académico numerario de la Real Academia Española y la de Ciencias Morales y Políticas, y correspondiente de la Real Academia Gallega.
Un mes antes de la proclamación de la República, el 3 de marzo de 1931, y junto con Francisco Cambó, el duque de Maura, Antonio Goicoechea, Montes Jovellar y otros políticos de origen maurista, fundó el Centro Constitucional: un partido monárquico de tendencia conservadora moderada, reformista y descentralizadora. Después de los días del marqués de Figueroa, este grupo sería el germen de Renovación Española.
Falleció en la excorte el 22 de septiembre de 1932, en su casa de la plaza del Conde de Miranda, 3.
Estuvo casado con María de la Valvanera Izquierdo y Zárate, dueña del pazo y capilla de Montesacro en Cambados, hija de Lorenzo Izquierdo y Zárate, de los marqueses de Montesacro, diputado a Cortes por Cambados, y de María Jacoba de Zárate y Sangro. Pero no tuvieron hijos.
En el marquesado de Figueroa le sucedió su sobrino Juan Gil y Armada, hijo de su hermana Joaquina de Armada y Losada y de Miguel Gil Casares.

## Obra literaria
Ejerció el periodismo colaborando en La España Moderna, La Ilustración Española y Americana, Nuestro Tiempo y La Lectura, entre otras publicaciones. 
Pronunció numerosas conferencias y discursos, entre otros: Fernán Caballero y la novela de su tiempo, De la poesía gallega (1889), El problema de la educación moral (1912), La crisis de nuestra civilización (1914), y La belleza en el lenguaje (1918, su discurso de ingreso en la Española).
Publicó un libro de viajes:  
La cumbre de su actividad literaria son sus poemarios Del solar galaico (1917) y Libro de Cantigas (1928), escritos en gallego y castellano e imbuidos de un lirismo intimista y nostálgico.

### Novelas
- El último estudiante (1883) se acomoda a los moldes de la novela de costumbres, yuxtaponiendo escenas en la tradición picaresca española en vena optimista y amena.

- Antonia Fuertes (1885) documenta exhaustivamente la vida cotidiana de una aldea pesquera gallega, donde la protagonista, Antonia, es devorada por una pasión erótica que la aboca a la prostitución. En esta novela —y en la siguiente— Figueroa acentúa su pesimismo acercándose al estilo zolesco. Sin embargo, como en los casos de Emilia Pardo Bazán y Luis Coloma —cuyo modelo sigue expresamente—, la crudeza naturalista se halla atenuada por su ideología conservadora y su visión cristiana del mundo.

- La vizcondesa de Armas (1887) fue premiada por el jurado de la Sociedad Recreativa de Artesanos de La Coruña, compuesto entre otros por Campoamor, Cánovas, Castelar y Núñez de Arce. Denuncia los males que aquejan a la nobleza, como la frivolidad, la ociosidad, la afición al lujo y la mala gestión del patrimonio, pero su crítica social no llega a la virulencia de Pereda en La Montálvez o del padre Coloma en Pequeñeces. Destaca la importancia de la educación del carácter a través de la protagonista, Isabel, a quien faltó la guía de una madre cristiana en su infancia. Su primer marido se suicida arruinado, pero ella se redime durante su segundo matrimonio, convirtiéndose en modelo de perfecta casada.

- Gondar y Forteza (1900), su última novela, insiste en el ambiente nobiliario para describir la conmoción política de una arcádica villa gallega tras la Revolución de 1868. Se trata de una novela costumbrista cuajada de episodios románticos y leyendas populares. La crítica política tampoco alcanza la mordacidad de Pereda en Don Gonzalo González de la Gonzalera.

Dos son los principales temas de la narrativa del marqués de Figueroa: la exaltación de la educación y la moral cristianas y la crítica del afán de medrar que pervierte la vida política, sobre todo en las corrientes revolucionarias. Organiza sus novelas en torno a esquemas de personajes contrarios.